# Verdon secret
Pour plus de détails, voir Fiche technique et Distribution.
Verdon secret est un moyen métrage français en 3D réalisé par François Bertrand, sorti 2016.

## Synopsis
Deux jeunes adultes, Clara et Hidalgo, se rencontrent dans les Gorges du Verdon. Tout les oppose : centres d’intérêt, couleur de peau, ouverture vers les autres.
Hidalgo décide de revivre, cent ans plus tard, l’aventure d’Édouard-Alfred Martel, premier explorateur du canyon du Verdon, alors que Clara vient faire une randonnée dans la région. Cette rencontre, dans un tournant de leurs vies, va leur permettre à chacun de vivre une expérience forte qui les marquera pour longtemps...

## Fiche technique
Sauf indication contraire, les informations mentionnées dans cette section peuvent être confirmées par les bases de données cinématographiques IMDb et Allociné,  présentes dans la section « Liens externes ».
- Titre : Verdon secret
- Réalisation : François Bertrand
- Musique : Armand Amar
- Sociétés de production : Camera Lucida et Ecociné Verdon
- Société de distribution : Ecociné Verdon[1]
- Pays d'origine :  France
- Langue originale : français
- Durée : 50 minutes
- Date de sortie :
  - France : 27 mars 2016

## Distribution
Sauf indication contraire, les informations mentionnées dans cette section peuvent être confirmées par les bases de données cinématographiques IMDb et Allociné,  présentes dans la section « Liens externes ».
- Assa Sylla : Clara
- Nicolas Robin : Idalgo
- Jacques Gamblin : narrateur

## Accueil critique
Il est décrit par La Provence comme « un pari fou pour un film grandiose » et par Le Dauphiné libéré comme « une aventure à la Jules Verne sur écran géant 3D ».